# Operación Vodevil
Operación Vodevil. En vivo. En directo desde el Benidorm Palace, frecuentemente abreviado como Operación Vodevil, es el segundo álbum en directo del grupo español Fangoria, publicado el 5 de diciembre de 2011, por las compañía discográficas Warner Music Spain y DRO. Fue grabado en el Benidorm Palace de Benidorm en un concierto el 30 de octubre de 2011 y se lanzó en los formatos CD y DVD.

## Antecedentes
Tras el estreno de El paso trascendental del vodevil a la astracanada (2010), Fangoria publicó el álbum en directo Operación Vodevil. Fue grabado el 30 de octubre de 2010, durante un concierto en Benidorm de la gira homónima Operación Vodevil. Se lanzó en formatos DVD y CD. El DVD consiste en las veinticinco canciones del repertorio de la gira, mientras que el CD captura las diecisiete destacadas. Para el diseño del álbum estuvo a cargo del argentino Juan Gatti. En los créditos, el grupo afirma que «El sonido ha sido recogido del concierto en directo sin retoques, grabaciones o añadidos posteriores». La cita escogida para este álbum es «Me dais, después de tanto tiempo, la ocasión de ser primera vedette... ¿Quién se resiste?», de Ana Marqués (Sara Montiel) de la película Varietés (1971).
Fangoria comenta sobre este álbum en vivo:

Operación Vodevil es Sara Montiel, más Lina Morgan, por Ramones, más Kraftwerk, y todo esto elevado a Sigue Sigue Sputnik. O por lo menos esta es la ecuación que nos propusimos resolver al cumplir los 30 años sobre los escenarios. Por fortuna o por desgracia estamos, por educación, generación e inclinación, más cercanos a los norteamericanos, alemanes e ingleses que a estos dos monstruos escénicos españoles. Ya nos gustaría tener la seguridad, el desparpajo y el dominio absoluto del escenario de Lina y Sara.

Nos sentimos más próximos al hacer y estar del hieratismo robótico de Kraftwerk, al circo rock-espacial-ultraartificial de los Sigue Sigue Sputnik o la velocidad por acabar y el autismo ante el público de los Ramones. Vamos, que somos conscientes de nuestras limitaciones. Pero creemos que el secreto es, como han sabido hacer nuestros ídolos, ignorarlas o hacer de ellas algo constructivo. Hacer de nuestra capa un sayo. O de zapato plano un plataformón (aunque tenemos que aclarar que nunca hemos sido muy de zapato plano).

En fin, que una mezcla del Varietés de la Montiel, el Diamond Dogs de Bowie, el teatro chino de Manolita Chen, el Ultra Twist de los Cramps y el ¡Vaya par de gemelas! de la Morgan. Todo llevado a nuestro terreno, claro. Y como estamos a punto de darle una nueva vuelta de tuerca a nuestro espectáculo actual hemos pensado en grabarlo, abandonándonos así a nuestro instinto "warholiano" de grabarlo todo para la posteridad antes de que nos aburramos de hacerlo definitivamente.

¿Y qué mejor marco que nuestro Caesar's Palace local, el Benidorm Palace, lo más cercano a Las Vegas que hemos encontrado. Nos hubiese encantado estar un mes seguido presentando nuestro show en esta sala y viviendo en el hotel de enfrente. Como LiIberace y Elvis hicieron, o Cher y Barry Manilow siguen haciendo en Las Vegas. Y para terminar, como ya hemos utilizado el "Agradecida y emocionada" o el "Gabba Gabba Hey", no nos queda más remedio que despedirnos a la Ziggy Stardust con un "¡Wham Bam Thank you Ma’am!".

## Contenido[1]
CD audio
| Nº  | Canción                           | Duración |
| --- | --------------------------------- | -------- |
| 1.  | "Miro la vida pasar"              |          |
| 2.  | "Un hombre de verdad"             |          |
| 3.  | "La funcionaria asesina"          |          |
| 4.  | "Mi novio es un zombie"           |          |
| 5.  | "Bote de Colón"                   |          |
| 6.  | "Bailando"                        |          |
| 7.  | "Quiero ser santa"                |          |
| 8.  | "Descongélate"                    |          |
| 9.  | "La pequeña edad de hielo"        |          |
| 10. | "Cómo pudiste hacerme esto a mi?" |          |
| 11. | "Hombres"                         |          |
| 12. | "Más es más"                      |          |
| 13. | "Absolutamente"                   |          |
| 14. | "¿A quién le importa?"            |          |
| 15. | "Ni tú ni nadie"                  |          |
| 16. | "Electricistas"                   |          |
| 17. | "Perlas ensangrentadas"'          |          |

- NOTA: Los bloques de canciones del mismo color están enlazadas en el directo.

DVD video
| Nº  | Canción                                     | Duración |
| --- | ------------------------------------------- | -------- |
| 1.  | "Miro la vida pasar"                        |          |
| 2.  | "Un hombre de verdad"                       |          |
| 3.  | "La funcionaria asesina"                    |          |
| 4.  | "Mi novio es un zombi"                      |          |
| 5.  | "Bote de Colón"                             |          |
| 6.  | "Bailando"                                  |          |
| 7.  | "Quiero ser santa"                          |          |
| 8.  | "Descongélate"                              |          |
| 9.  | "La pequeña edad de hielo"                  |          |
| 10. | "Rey del Glam"                              |          |
| 11. | "El cementerio de mis sueños"               |          |
| 12. | "Cómo pudiste hacerme esto a mi?"           |          |
| 13. | "Hombres"                                   |          |
| 14. | "Criticar por criticar"                     |          |
| 15. | "Retorciendo palabras"                      |          |
| 16. | "No sé qué me das"                          |          |
| 17. | "Más es más"                                |          |
| 18. | "Absolutamente"                             |          |
| 19. | "A quién le importa?"                       |          |
| 20. | "Ni tú ni nadie"                            |          |
| 21. | "Electricistas"                             | 5:04     |
| 22. | "Hagamos algo superficial y vulgar"         |          |
| 23. | "Eternamente inocente"                      |          |
| 24. | "La mano en el fuego"                       |          |
| 25. | "Perlas ensangrentadas"'                    |          |
| 26. | Documental: "Un día cualquiera en Benidorm" |          |

- NOTA:
Los bloques de canciones del mismo color están enlazadas en el directo.
El documental "Un día cualquiera en Benidorm" sólo aparece en la edición digipack (CD + DVD, Warner Music Spain/DRO) con el número de referencia: 2564663076. Existen otras ediciones en digipack de este mismo álbum en cuyo DVD no figura el documental en el track-list.[2]

## Personal
- Voz: Alaska
- Teclados, percusión electrónica: Nacho Canut
- Coros: Rafa Spunky
- Guitarra: Ikerne Gímenez
- Ballet Fantasía: Súsana Reche, Lara Sájen, Raúl Naranjo, Fran Vázquez Suárez
- Maestro de ceremonias virtual: Jorge Calvo
- Ingeniero de sonido: Ángel Martos
- Técnico de luces: Diego García
- Técnico de monitores: Álex Tapia
- Técnico de backline: Enrique Bastante
- Técnico de escenografía: Andrés Pozo
- Road manager: Carlos Cancho
- Production manager: Checa R. Puértolas
- Conductor: Roberto Martín
- Vestuario Alaska e Ignacio: Little Joe
- Producción ejecutiva y management: Mario Vaquerizo
- Jefe de Producto: Miguel Ángel Sánchez
- Manager conciertos: Carlos Mariño
- Contratación conciertos: Spanish Bombs